# 金溥聰
金溥聰（1956年8月30日—），中華民國政治人物、學者、外交官，以前馬英九重要幕僚之身分聞名。德州大學奧斯汀分校博士畢業，他因為其在臺北市政府新聞處長任內犀利的發言，被新聞界及政治界暱稱為「金小刀」。曾任侯友宜競選總統辦公室執行長，曾任台北市副市長、中國國民黨秘書長、布魯金斯研究所訪問學者、2012年中華民國總統選舉全國競選總部「台灣加油讚」執行總幹事、中華民國駐美國代表，原任中華民國國家安全會議秘書長，2015年2月6日因健康因素辭職，於6月初循例獲聘為總統府資政。

## 早年
金溥聰出生於高雄市岡山區，生長於臺南市。父親為歷史學家金鑠，母親劉繁蔚，祖籍四川省，另有五名姊姊。金溥聰為溥字輩，並依此以毓字輩為其二子命名，但其父的皇族身份無法証實。2009年时，金溥聰透过友人对外透露，父親在生前只告知是鑲黃旗，屬“溥”字輩，其他的未真正深入瞭解，自己也未宣稱是溥儀的族弟，其家族传承部分只能由歷史學者考證。
1980年4月加入中國國民黨，出國留學，學成後返回台灣，進入大學擔任教職。

## 從政生涯

### 馬英九重要夥伴
1987年通過外交特考，與前行政院新聞局長史亞平同梯受訓。行政院研考會研展處專員時期考上國民黨中山獎學金赴美攻讀博士學位，學成歸國擔任政大新聞系副教授時，繳交一萬元國民黨終身黨費。
曾任台北市新聞處長、台北市副市長。2001年3月，金與副市長白秀雄赴中國大陸參訪。一直被外界認為是馬英九最重要的幕僚之一。2008年中華民國總統大選中擔任馬蕭競選總部文宣組組長，於選戰開始前，金溥聰即表明若未勝選即不支薪，故於選戰過程中（約年餘時間）其未支領任何薪資，直到勝選後，依照總部慣例，參考上份工作薪給（台北市副市長），核算後領取240萬。2008年，馬英九當選中華民國總統後，他隨即宣布「不入府、不入閣」。

### 2008年總統大選
2008年7月前往香港中文大學成為訪問學人；他接受壹週刊訪問時明言，希望此舉能使馬英九用人唯材、不必拘泥是否出身選舉團隊。
2009年2月16日出任壹傳媒電視籌劃行政總裁。但電視台尚未開播，就傳出金溥聰與黎智英因「歧見」而拆夥的消息， 後並確認金當時即已「拂袖而去」，該歧見主因是金溥聰反對電視台用動畫方式處理新聞，且不贊成社會新聞以狗仔八卦、羶色腥路線為主軸，電視新聞尺度是最大關鍵。 金並透過媒體表示，「起碼一年之內」不會回黨務系統或行政團隊，他的人生規畫仍希望朝學界發展。

### 中國國民黨秘書長
由於三合一選舉，國民黨得票率遠遠不及2008年總統選舉。再加上馬英九執政成績欠佳，為了避免擴大傷害到次年的五都選舉及2012年中華民國總統選舉，馬英九決定請回當時在美國華府智庫布魯金斯研究所擔任訪問學者的金溥聰接替詹春柏擔任秘書長，並於12月17日正式上任。
在金接任後不到一個月的時間，即在2010年1月9日面對桃園縣二選區、台東縣與台中縣三選區立委補選，面對選舉結果三席皆墨，金溥聰提出「坦然面對、記取教訓；堅持改革、大步向前」16字看法。並強調未來會堅持提名優秀人才，對國民黨未來充滿信心與希望。 
緊接著於2010年2月27日的桃園縣三選區、新竹縣、嘉義縣二選區、花蓮縣四席立委補選，僅贏得花蓮一席，對於補選成績不盡理想，金溥聰表示，「國民黨沒有好的表現，努力仍然不夠，對支持者感到抱歉，對執政成績會自我警惕」，而對於補選投票率不高，選舉成果不佳，金溥聰則強調，在年底五都選舉前「會不斷找出原因」，坦然面對挫敗。
任職國民黨秘書長期間，金溥聰推動多項改革，包括打破多年傳統，要求中央黨部黨工上班必須打卡，並建立政情與選情中心定期進行民調以掌握民意及選情，另針對全國地方黨部黨工進行工作成效考核，表現不佳者，選舉期間調往其它縣市輔選，同時觀察個人表現後決定是否調回原單位。金任職期間為整頓黨風、貫徹黨紀，先後開除國民黨黨籍台南市議會議長吳健保，基隆市市議會副議長黃景泰及新竹縣縣議會副議長林為洲及台南市10位市議員。
2010年1月，台南縣立委補選，金秘書長公開批評當時的行政院蒙藏委員會委員長高思博與青年輔導委員會主委王昱婷二人不願意參與台南縣立委補選（二人因2008年落選立委而被提拔入閣），而高思博與王昱婷二人為此請辭，幾天後，金表示為推動國民黨高層換血於1月18日宣布同時和二位副秘書長張榮恭、阮剛猛及行管會主委林永瑞請辭，由廖了以接任秘書長。
面對2010年11月27日五都選舉，選前金溥聰就公開表示，如果五都無法贏得三席就算敗選，他會負起責任。結果國民黨在五都中獲得台北市、新北市與台中市三席市長，金溥聰於選後記者會代表主席馬英九對於選舉結果以「勿驕勿餒、團結一心、堅持改革、深化民主」16字，與黨內同志以及支持者共勉。面對席次獲勝，但總得票數落後，金溥聰強調，這次選舉，國民黨總得票數不盡理想，與大高雄市選情有很大關係，因為大高雄市有楊秋興的參選，楊秋興一直爭取藍軍的選票，訴求藍軍的理念，對國民黨的總得票數造成影響。
金溥聰任內國民黨祕書長時期，被質疑干預行政院環保署立法處罰走路吸菸民眾。2010年1月13日中午，金溥聰透過由府、院、黨秘書長組成的黨政協調平台向行政院秘書長林中森反映民間聲音，民眾對環保署打算修法，邊走路邊抽菸要罰6,000元一事有所抱怨，認為這項修法不合情理，而金溥聰是打電話到行政院秘書長林中森的辦公室反映時，剛好環保署長沈世宏也在林秘書長的辦公室開會，林中森建議他可以直接跟沈世宏說明。金溥聰是主張在特定地區，例如在熱鬧的觀光徒歩區或人潮聚集的公共地區，劃定區域，立牌禁止走路吸菸，而非全面禁止走路吸箊。這項修法還在研議階段，身為執政黨本來就應該要反映民意給相關行政單位，作為政策擬訂的參考，他仍會堅持對的話該說就說，對的事該做就做，讓政府訂定政策的過程中，能夠聽到更多不同的聲音，讓決策過程能更為穩健。並無外界所誤傳直接打電話給環保署長沈世宏，指揮環保署決策。一向快人快語的衛生署長楊志良也表達力挺金溥聰立場。楊志良表示，抽菸是個人的自由，在戶外走路抽菸是民眾的選擇，如果連這個空間都要剝奪，會讓人誤會好像要趕盡殺絕。對此，前任衛生署長葉金川也公開表示支持楊志良的看法，葉金川曾經擔任防制菸害最出力的董氏基金會董事長。

### 馬吳競選總統、副總統辦公室執行長
金溥聰五度幫馬英九競選操盤，自五都大選以來讓國民黨與口中台灣南部「不好的地方派系」劃清界限，寧願犧牲席次砍掉重練，並在2012總統大選時幫助國民黨主導了不少議題，也迅速回擊許多民進黨發動的議題。如蘇嘉全農舍案、蔡英文宇昌案、老農津貼加碼、二元柿子等，雖然就單一議題而言勝負難論，但確實有效牽制民進黨。也使得馬英九雖然在執政成績尚未無法得到較高的滿意情況下，諸多企業家相繼出面支持九二共識的安定發展經濟議題，讓蔡英文提出的台灣共識議題效應並無發揮，也成為影響選民選擇的因素之一，最後使得馬英九贏得連任大選，讓金溥聰幫助馬英九在兩次市長、一次國民黨主席、兩次總統的選戰上皆獲得勝利。

### 中國國民黨國際事務中心首席顧問
2012年5月1日，中國國民黨發言人殷瑋對外證實，金溥聰將出任該黨國際事務中心無給職首席顧問，日後若有機會，將協助國民黨推動政黨外交事宜。殷瑋強調，金溥聰表示希望淡出政治，努力將重心轉往其他領域發展，金溥聰與許多人都一樣，都是馬總統的民間友人，當時已不是馬總統的幕僚，希望外界不要做過多政治揣測。

### 駐美代表

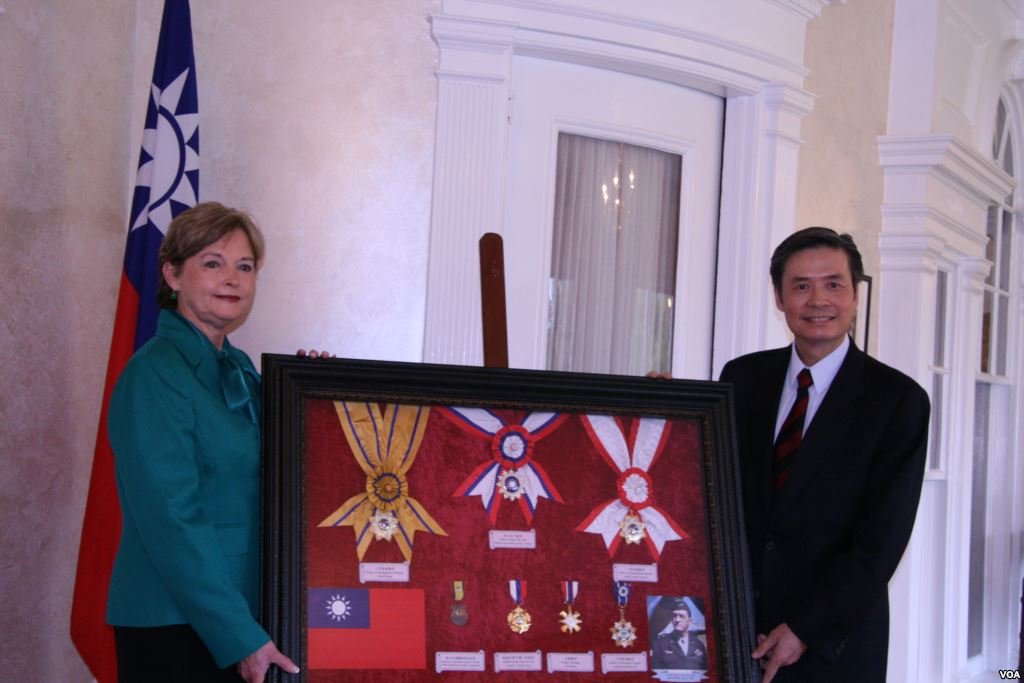
2013年，臺灣捐贈陈纳德航空军事博物馆複製勳章，由該館館長陳納德外孫女凱樂威接受

2012年9月20日，馬英九改組高層人事，金溥聰出任中華民國駐美國代表。袁健生在10月返台，而金溥聰於11月9日正式獲美國聯邦政府同意，之後完成任命程序。金溥聰於12月初赴美就任。
2012年12月26日，金溥聰以駐美代表身份第一次在立法院報告台美關係並接受質詢，在質詢過程中，面對民進黨立委質詢其外交資歷、擔任駐美代表資格、語言能力、與馬英九私交、過往與媒體紛爭等問題，金溥聰都一再強調自己是「角色主義者」，現任駐美代表，希望大家能把焦點放在台美關係上。
2014年3月20日，金溥聪回台就任國家安全會議秘書長時發表對於對於太陽花學運的評論，金溥聰表示，民主法治社會不會姑息這樣的行為，更不會鼓勵民眾對公權力施暴、破壞國會公物的暴力，這樣的違法行為在美國社會絕不會被容忍。

### 國安會秘書長
2014年3月25日，金溥聰接任國家安全會議秘書長，原秘書長袁健生轉任總統府資政。
2014年6月中，謠傳無黨籍台北市長候選人柯文哲跟前內政部部長李鴻源的電話內容，並在通話結束後金溥聰親自去電並向李鴻源施壓關切。該報導一出，李鴻源立刻出面澄清，面對各種傳言，李鴻源表示，自己沒有接到金溥聰電話，也不認為自己電話遭監聽。原本預定和柯文哲的會面，也不知為何由柯文哲取消。李鴻源對媒體表示，兩人見面「本來是一件好事，但不能變成我協助你政見，就成被迫害監聽，這些跟我什麼關係，從頭到尾沒有這樣的事情，取消的是他（柯）、不是我。」
2014年8月，爆發張顯耀涉嫌洩密案，據國安單位掌握的情資，張顯耀與一名張姓台商關係甚好，張姓台商更與中國高官關係密切，甚至能直接與中國官方高層通話，且密集往返兩岸，與國內政壇大老互動頻繁，張顯耀就任首席副主委的消息，也在第一時間透露給當時國台辦主任王毅知道。陸委會主委王郁琦就在立法院接受質詢時表示，張顯耀洩密案事關兩岸政策和國防外交，國安會祕書長金溥聰是其業務上的長官，調任張顯耀為國營企業董事長只為在無罪推定下為其提供公平說明的機會，張顯耀沒有被檢方起訴，是因為關鍵人物在案發後立刻潛逃至大陸。時至2016年7月25日，金溥聰接受電台專訪，陳述張顯耀案內情，並指張顯耀胡說八道，得了便宜還賣乖，要求公開對質，金溥聰表示，張顯耀洩密跟馬習會根本是兩回事，前總統馬英九根本沒有要張顯耀替他推動馬習會；張洩密是透過由財團提供的2個助理，將機密文件洩漏給一位張姓台商，與馬習會完全無關。金溥聰批評張顯耀，一直想把馬習會跟洩密案綁在一起，為此，他親口問過前總統馬英九，馬英九告訴他從沒要求張顯耀替他推動馬習會。張顯耀不可以事過境遷就胡說八道，把這整個事情定位為人事鬥爭，一直要把洩密案扭曲成王郁琦、金溥聰反對馬習會。 張洩密案中的關鍵台商張連豐與張顯耀互動有可疑之處，包括一同前往港澳等地達40餘次，從去年（2014年）開始也常約在咖啡廳見面，而在張顯耀被指涉洩密時，張連豐隨後閃電離台，一直待在東南亞和中國，消息人士指出，張連豐擔心返台就被限制出境，只好躲在中國不敢回來。
2015年2月6日，金溥聰因健康因素辭職，並由前國防部長高華柱接任。

### 卸任至今
2023年6月27日，金溥聰出任2024年總統選舉中國國民黨籍總統參選人侯友宜競選辦公室執行長。

## 荣誉

### 中华民国勋章奖章
- 一等景星勋章（2016年5月9日于台北总统府颁授[43]）

## 主持
- 中廣流行網 週末煉金術

## 官司

### 訴馮光遠
台灣媒體人馮光遠在2012年間陸續在部落格發表文章，指金溥聰和時任總統馬英九有「特殊性關係」，並指金利用身體換取駐美代表及國安會秘書長等職位，金溥聰認為馮光遠揑造故事公然侮辱，並藉此為個人立委選舉造勢，遂分別向馮光遠提出刑事和民事誹謗訴訟，該案經地方法院、高等法院審理後，刑事部份判無罪；民事部份高院更一審於2018年3月21日宣判，馮須賠50萬元且不能上訴。
馮光遠指金溥聰與馬英九有「特殊性關係」刑事判無罪不久後，又在Facebook個人頁面發表文章指稱金和馬二人有「特殊性關係」，是「法院認證的男妓」、「混蛋」，金再度提出刑事及民事訴訟，台北高等法院判定馮光遠構成刑事公然侮辱罪，判罰金新台幣5000元定讞，可易服勞役5天；民事訴訟部份，一審地院判馮須賠金15萬元，馮提出上訴後，高等法院2018年4月10日改判馮須再加賠35萬元共50萬元，並在馮個人網頁刊道歉聲明。馮光遠對此判決提出上訴，2018年8月13日，經最高法院民事庭認定上訴缺乏理由、不符法定要件，故維持二審見解，駁回此上訴，全案定讞。馮需賠金50萬元，也因馮相關不實言論，發表於他的臉書粉絲專頁，侵害金的名譽權，因此判定在馮的臉書粉絲專頁澄清聲明一天，讓社會瞭解真相、回復金名譽。
馮案宣判後，馮光遠表示，他的所作所為是為了維護台灣的民主和言論自由。金溥聰則公開發表聲明，除了感謝法官主持公義，也表露自己在長達5年多的訴訟過程中的心情，他坦言心中也曾懷疑，難道現今台灣社會可以容許馮光遠這樣的人不斷的假言論自由之名，不斷的說謊，汚蔑他人來博取新聞版面卻不必負責任。他表示自己在公職上可以接受最嚴格的檢驗，但不該因自己擔任公職而忍受對他莫須有的汙衊，他未來將會繼續為家人、自己名譽及導正社會惡質歪風，堅持這個原則，捍衛自己的清白。

### 控告王拓、康裕成及顏聖冠誹謗罪
王拓當時為民進黨立委，康裕成和顏聖冠則分別為高雄市與台北市議員，於2007年7月19日在立法院召開「揭發馬邱金集團聯手毀謝陰謀」記者會，並提出一封檢舉信，該信的內容中指出金溥聰勾結檢察官羅建勛及吳文忠等人，利用偵查中案件資料企圖構陷民進黨籍總統候選人謝長廷。金溥聰便於2007年11月16日提起自訴，控告王拓等人誹謗，侵害其名譽權。
法官認為「該檢舉書中所述，為司法案件之偵辦是否公允、總統選舉之過程是否公平等內容，均為與公共利益有關而可受公評之事。但檢舉信中指稱金溥聰勾結檢察官，將涉及刑法第132條及總統副總繷選舉罷免法第90條，亦足以毀損金溥聰的名譽。」而且「王拓、康裕成及顏聖冠三人在記者會前並無事先商議，對於檢舉信之內容是否為真而為指謫、傳述，主觀之認知各有不同，應分別探究三人之言論內容」
康裕成在收到檢舉信之前即在高雄市議會聽聞國民黨團成立「打謝小組」的傳聞，而認為該檢舉信證實了過去所聽到的傳聞。其顯然有擔保該檢舉函內容真實性之意，而非僅止傳述「有檢舉書指謫足以毀損自訴人名譽之事」，且有進而主張足以毀損自訴人名譽之事為真實。應探究其是否有相當理由確信其為真實而不具有誹謗之主觀犯意。顏聖冠則在記者會中先後提到金溥聰的資歷以及他跟馬英九的關係，進而指謫國民黨勾結情治單位，與檢舉信中所載相符。法官因而認為顏聖冠所言為主張檢舉信所指謫之事實為真實進而為傳述，足以毀損金溥聰名譽，需進一步探究是否有相當理由確信檢舉信之內容為真實而不具誹謗之主觀犯意。在王拓的部分，法官認為，在記者會中王拓一再強調其無調查權，呼籲相關單位進行調查，未以金溥聰勾結檢察官為事實前提發表言論，其言論是對於受公評之事，基於善意而為適當之評論。法官並依據證據及經驗法則、論理法則，認被告三人有相當理由確信檢舉信為真實之內容存在，為無罪諭知。